# Phrygilus dorsalis
Phrygilus dorsalis là một loài chim trong họ Thraupidae.